# Tom Bennett
Tom Bennett (* 12. Dezember 1969 in Croydon) ist ein englischer Schauspieler.

## Leben
Tom Bennett wurde 1969 in Croydon geboren. Er ist Sohn des Schauspielers Colin Bennett. Bennett selbst tritt seit 2004 als Schauspieler in Film und Fernsehen in Erscheinung, sein Schaffen umfasst mehr als 60 Produktionen. Von 2009 bis 2013 spielte er in Phoneshop eine Hauptrolle. Außerdem schrieb er das Drehbuch für eine Folge von Comedy Showcase.
2016 erhielt er den London Critics Circle Film Award als bester Nebendarsteller des Jahres für Love & Friendship.

## Filmografie (Auswahl)
- 2004: Red Cap
- 2004: The Worst Week of My Life
- 2009–2013ː PhoneShop̝̆
- 2016ː Love & Friendship
- 2016ː Mascots
- 2018ː Ein Mops zum Verlieben (Patrick)
- 2018ː Mr. Griffin – Kein Bock auf Schule (A.P. Bio)
- 2019ː Rocketman
- 2019ː Resistance
- 2020–2022ː After Life
- 2023ː Hullraisers
- 2024ː House of the Dragon
- 2022–2024: Brassic